# Деркач Яна Володимирівна
Яна Володимирівна Деркач (нар. 25 жовтня 1993) — українська футболістка, півзахисниця клубу Суперліги Туреччини «Фомгет Генчлік» та національної збірної України.

## Клубна кар'єра
Футбольну кар'єру розпочав у чернігівському «Спартаку». У 2016 році перейшла до «Легенди», кольори якої захищала до 2018 році. У 2018 році перейшла до «Восходу», у складі якої в сезоні 2019/20 років зіграв 16 матчів та відзначився 1 голом. Допоміг команді стати бронзовим призером чемпіонату України.
15 серпня 2020 року переїхала до Туреччини, підписавши контракт з газіантепським клубом ALG Spor.
В сезоні 2022/23 стала чемпіонкою Туреччини у складі «Фомгет Генчлік».

## Кар'єра в збірній
У футболці жіночої молодіжної збірної України дебютувала 17 вересня 2016 року в переможному (5:2) поєдинку проти одноліток з Латвії. Яна вийшла на поле в стартовому складі та відіграла увесь матч. У футболці молодіжної збірної України зіграла 6 матчів.
У футболці національної збірної України дебютувала 7 березня 2020 року в переможному (4:0) поєдинку кубку Пінатара проти Північної Ірландії. Деркач вийшла на 73-й хвилині, замінивши Ольгу Басанську.